# Burg Ehrenstein (Westerwald)
Die Burg Ehrenstein (nicht zu verwechseln mit der gleichnamigen Burg in Thüringen und dem Schloss Ehrenstein in Gotha) ist eine kleine Burgruine im Ortsteil Ehrenstein der Ortsgemeinde Asbach im Landkreis Neuwied, im nördlichen Westerwald.

## Lage
Die Hangburg liegt auf einer Höhe von etwa 170 Meter über NN und lediglich 25 Meter über dem Bachbett des Mehrbachs, der wenige hundert Meter weiter in die Wied mündet, und dem unmittelbar benachbarten Kloster Ehrenstein. Die nächsten Gemeinden an der Wied sind Neustadt (Wied) (etwa 3 Kilometer unterhalb) und Peterslahr (etwa 3 Kilometer oberhalb).

## Geschichte

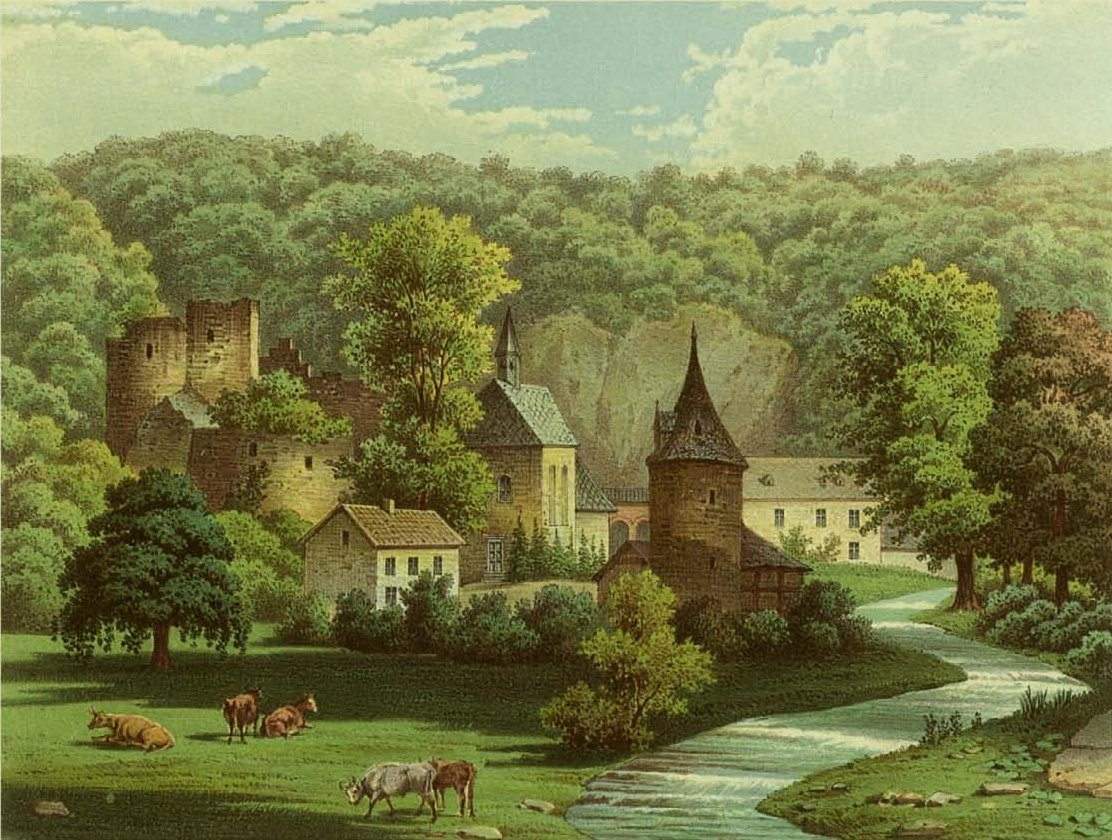
Burg Ehrenstein um 1860, Sammlung Alexander Duncker

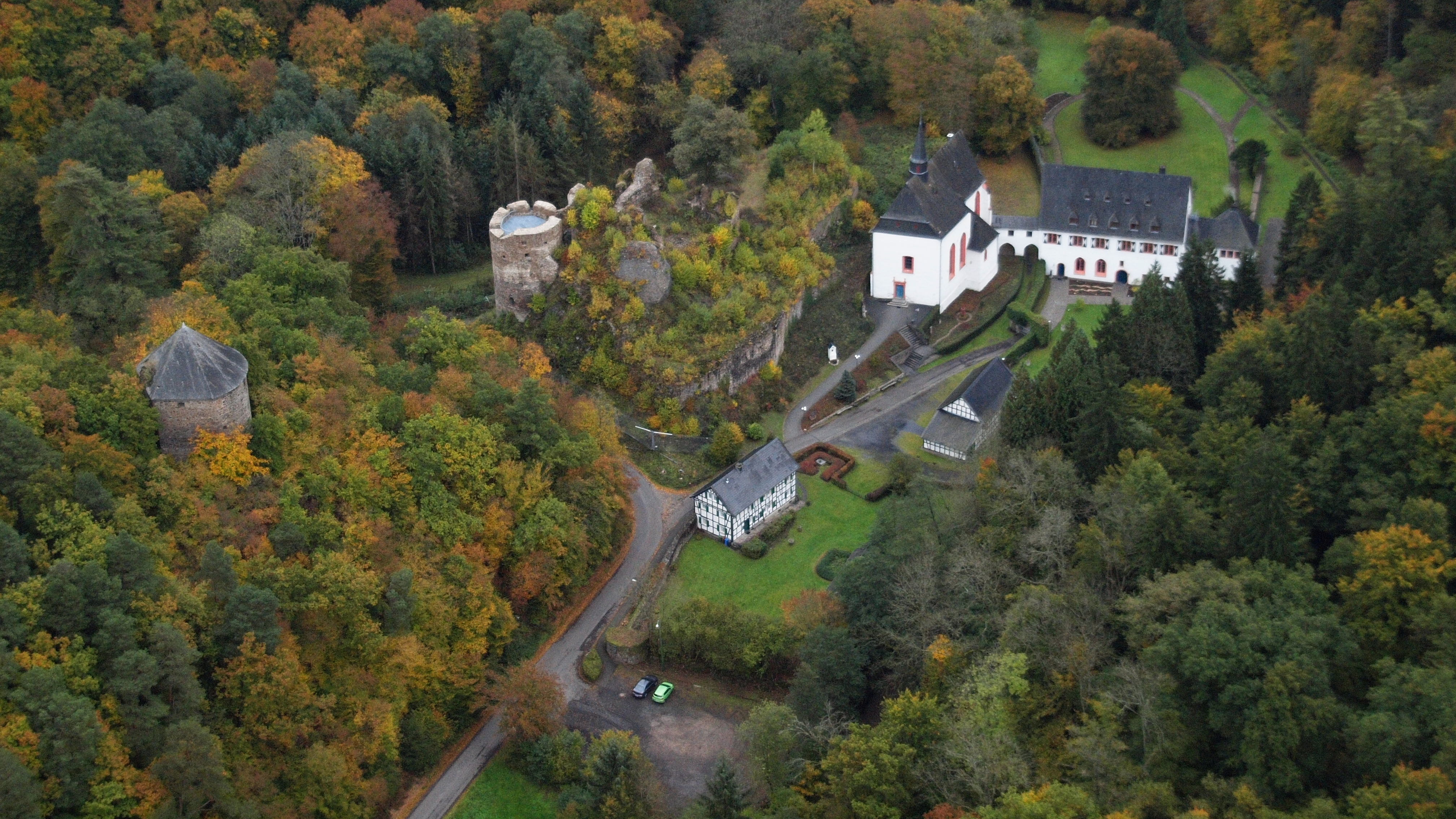
Gesamtansicht von Kloster und Burg Ehrenstein

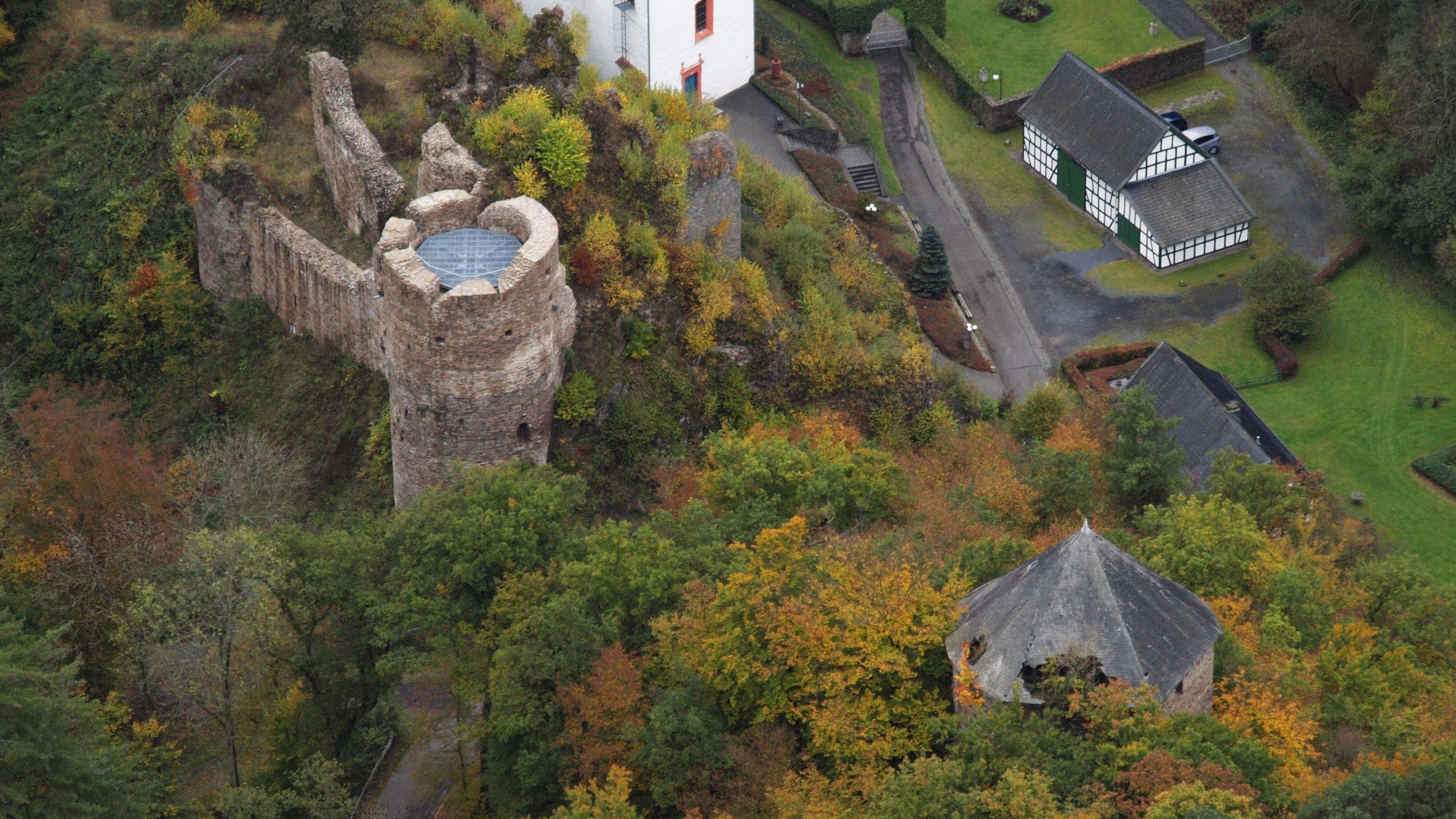
Burg Ehrenstein

Die Burg wurde erstmals 1331 als Besitz eines Rorich von Uetgenbach (1312–1345), der sich seitdem Herr zu Ehrenstein nannte, urkundlich erwähnt. Später gelangte sie in den Besitz der Herren von Nesselrode, denen die Burg bis zur Eigentumsaufgabe 1993 gehörte.
Im Dreißigjährigen Krieg wurde die Burg von schwedischen Truppen zerstört und seither nicht wieder aufgebaut.

## Anlage
Heute ist die Ruine frei zugänglich und wurde im Jahr 2006 vom Bewuchs befreit.
Der vorgelagerte Artillerieturm, der über dem im Tal gelegenen Kloster aus dem Wald herausragt, ist das markanteste Erscheinungsbild der Ruine.
Ende 2006 sind der vorgelagerte Turm sowie der runde Ringmauer-Flankierungsturm noch in voller Höhe erhalten. Von der verstärkten Angriffsseite des zentral liegenden fünfeckigen Wohnturms sind noch bedeutende Reste vorhanden, die schwächeren Seitenmauern sind teilweise bis auf die Grundmauern abgebröckelt. Das dem Kloster zugewandte Torhaus ist nur noch zu erahnen.
Seit 2007 laufen umfangreiche Sicherungs- und Wiederaufbauarbeiten, 2010 war die nordöstliche Ringmauer vollständig wiederhergestellt. Die Restaurierungsarbeiten werden derzeit fortgeführt.
Aufgrund der Austragung aus dem Grundbuch gilt die Burgruine seit 1993 als „herrenlos“. Die Restaurierungsarbeiten werden von der Ortsgemeinde und der Verbandsgemeinde Asbach sowie aus Landesmitteln finanziert.